# Christian Kaarna

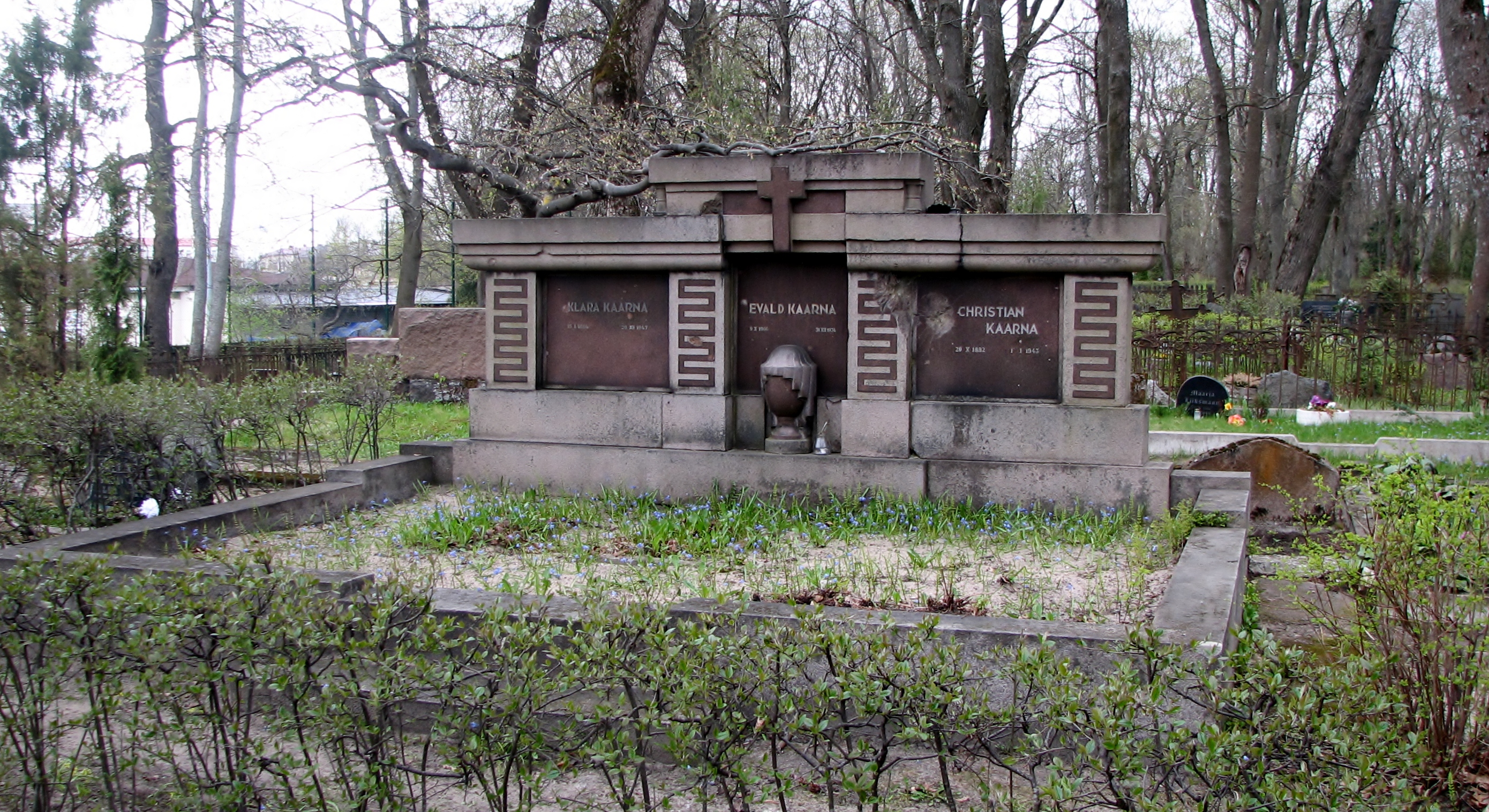
Grab der Familie Kaarna auf dem Siselinna-Friedhof (Siselinna kalmistu) von Tallinn

Christian Kaarna (auch Kristjan Kaarna; * 8. Oktoberjul. / 20. Oktober 1882greg. auf dem Bauernhof Kitse talu, Dorf Atra, Landgemeinde Palupera, Gouvernement Livland; † 1. Januar 1943 in Karaganda, Sowjetunion) war ein estnischer Journalist und Politiker.

## Journalismus
Christian Kaarna wurde als Sohn des Landwirts Hendrik Kaarna im Süden des heutigen Estlands geboren. Er besuchte die Grundschule in Kirepi und die Kirchspielschule in Kavilda. Kaarna studierte bis 1898 am Lehrerseminar im livländischen Tartu.
1904/05 war er Gemeindeschreiber von Kodijärve, bevor er sich als Journalist betätigte. 1905/06 war Kaarna bei den estnischsprachigen Zeitungen Vabadus in Tartu und Sõnumed sowie Virulane in Tallinn beschäftigt. Von 1909 bis 1916 arbeitete er für Meie elu in Narva.
1916/17 nahm Kaarna in der zaristischen Armee am Ersten Weltkrieg teil.

## Politik
Mit der Ausrufung der staatlichen Unabhängigkeit der Republik Estland 1918 übernahm Kaarna führende politische Posten in seinem Land. Von 1918 bis 1920 war er Kommissar der Provisorischen Regierung im Nordosten des Landes. Kaarna schloss sich der sozialdemokratischen Estnischen Arbeitspartei (Eesti Tööerakond) um ihren Vorsitzenden Otto Strandman an.
Kaarna gehörte in der Zwischenkriegszeit den ersten drei Legislaturperioden des demokratisch gewählten estnischen Parlaments (Riigikogu) an.
Er war fünfmal Minister in der estnischen Regierung:
| Kabinett  | Ressort                                                 | Amtszeit              | Partei |
| --------- | ------------------------------------------------------- | --------------------- | ------ |
| Päts I    | Arbeitsminister und (geschäftsführender) Sozialminister | 16.12.1921–20.10.1922 | ETE    |
| Kukk I    | Arbeits- und Sozialminister                             | 21.11.1922–02.08.1923 | ETE    |
| Akel I    | Arbeits- und Sozialminister                             | 26.03.1924–16.12.1924 | ETE    |
| Jaakson I | Arbeits- und Sozialminister                             | 16.12.1924–15.12.1925 | ETE    |
| Teemant I | Arbeits- und Sozialminister                             | 15.12.1925–23.07.1926 | ETE    |

Von 1928 bis 1940 war Kaarna Direktor der estnischen Zentralbank (Eesti Pank). Alle Geldscheine der estnischen Krone in der Zwischenkriegszeit trugen seine Unterschrift.
Kaarna gehörte darüber hinaus den Vorständen estnischer Privatbanken an und war Vorsitzender der Estnischen Gesellschaft von Narva (Narva Eesti Selts). Er war Mitglied im Vorstand der Estnischen Akademie der Wissenschaften.
Mit der sowjetischen Besetzung Estlands wurde Christian Kaarna am 18. September 1940 verhaftet. Im März 1941 wurde er zu acht Jahren Lagerhaft verurteilt. Kaarna starb nach offiziellen Angaben am Neujahrstag des Jahres 1943 in einem Gulag in Karaganda.

## Privatleben
Christian Kaarna war ab 1905 mit Klaara Mathiesen (1889–1947) verheiratet.